# Philippe Adams
Philippe Adams (Mouscron, 19 de noviembre de 1969) es un expiloto de automovilismo belga.
Comenzó su corta carrera en monoplazas con el subcampeonato del británico de F3 de 1992. Al año siguiente venció en F2 Británica. Gracias a sus fuertes patrocinadores, compró un asiento en Team Lotus en Fórmula 1, que pasaba por serios problemas económicos, para los GGPP de Bélgica y Portugal. Ambos en reemplazo de Alex Zanardi.
Tras su experiencia en F1 volvió a su país natal, para competir en series de autos de turismos. En 1995 terminó tercero en Procar Belga. Se retiró en 2002.

## Resultados

### Fórmula 1
(Clave) (negrita indica pole position) (cursiva indica vuelta rápida)

| Año         | Escudería  | 1   | 2   | 3   | 4   | 5   | 6   | 7   | 8   | 9   | 10  | 11      | 12  | 13     | 14  | 15  | 16  | Pos. | Puntos |
| ----------- | ---------- | --- | --- | --- | --- | --- | --- | --- | --- | --- | --- | ------- | --- | ------ | --- | --- | --- | ---- | ------ |
| 1994        | Team Lotus | BRA | PAC | SMR | MON | ESP | CAN | FRA | GBR | GER | HUN | BEL Ret | ITA | POR 16 | EUR | JPN | AUS | NC   | 0      |
| Referencia: |            |     |     |     |     |     |     |     |     |     |     |         |     |        |     |     |     |      |        |